# Izrael Günzig
Izrael Günzig (* 10. April 1868 in Krakau, Österreich-Ungarn; † 1931 in Antwerpen) war Rabbiner in Loštice (ehemals Loschitz), Böhmen (heute Tschechien). Sein Vorname wird auch mit Israel, Asriel, Azriel und Ezriel angegeben.

## Leben
In Krakau erhielt Günzig eine traditionelle talmudische Ausbildung. Später studierte er in Leipzig weltliche Wissenschaften, sein Studium der Philosophie und der semitischen Sprachen beendete er mit einem Doktortitel an der Universität Bern. 1899 wurde er zum Rabbiner in der jüdischen Gemeinde in Loštice berufen, wo er bis 1918 wirkte. In dieser Zeit nahm die Zahl der Mitglieder der jüdischen Gemeinde jedoch kontinuierlich ab, sie sank während der zwanzig Jahre des Rabbinats von Günzig von 115 im Jahr 1901 auf etwa die Hälfte zwanzig Jahre später.
1918 entschloss sich Günzig in Pension zu gehen und er zog nach Antwerpen. Dort leitete er zehn Jahre lang die heute noch vorhandene hebräische Tachkemoni-Schule und wirkte ebenfalls als Buchhändler, Schriftsteller und Herausgeber. Günzig starb 1931 in Antwerpen.
Günzig und seine Ehefrau Amalia, geborene Schreiber, hatten vier Kinder: Jacques (* 1904, kämpfte in den Internationalen Brigaden im Spanischen Bürgerkrieg, erschossen 1942 im KZ Mauthausen), Sabina (* 1901, ermordet 1942 im KZ Auschwitz), Hilda (* 1910, 1930 nach Palästina emigriert) und Regina (* 1898, in die USA emigriert).

## Veröffentlichungen
- Die „Wundermänner“ im jüdischen Volke. Ihr Leben und Treiben. Delplace, Koch & Co., Antwerpen 1921.
- Oktav. (Das Buch beinhaltet Biographien führender chassidischer und kabbalistischer Repräsentanten)
- Rabbi Israel Baal-Schem. Brno 1908.
- Das jüdische Schrifttum über den Wert des Lebens. Hannover 1924.

Von 1898 bis 1913 war er Herausgeber der literarischen Zeitschrift Ha-Eshkol.